# Oncativo
Oncativo é um município da província de Córdova, na Argentina.